# اعتلال عضلة القلب النشواني العائلي
اعتلال عضلة القلب النشواني العائلي (FAC)، أو اعتلال عضلة القلب النشواني الناتج عن البروتين الرابط للثيروكسين (TTR)، يحدث نتيجة تكدس بروتين رابط الثيروكسين المتحول و/أو من النمط البري في القلب. ويعمل كل من بروتين رابط الثيروكسين المتحول وبروتين رابط الثيروكسين من النمط البري على تكوين تجمعات لأن بروتين الدم رابط الثيروكسين المتحول (TTR) هو بروتين رباعي يتكون من وحدات فرعية من بروتين رابط الثيروكسين المتحول أو ذي النمط البري في متباينات اللواقح. يجب أن ينفصل بروتين رابط الثيروكسين الرباعي في خطوة محددة المعدل قبل أن يحدث اختلال في طي المونومير ويصبح مؤهلاً لتكدس هذا البروتين. وينتج الداء النشواني الجهازي الشيخوخي، وهو اعتلال في عضلة القلب، من تكدس بروتين رابط الثيروكسين من النوع البري بشكل محدد. في هذه الأمراض، تقوم ألياف بروتين رابط الثيروكسين النشوانية باختراق عضلة القلب، مما يؤدي إلى اختلال في الوظيفة الانبساطية. وفي النهاية، تتطور الحالة إلى اعتلال عضلة القلب التقييدي وقصور القلب. ترتبط العديد من الطفرات الناتجة عن بروتين رابط الثيروكسين مبدئيًا باعتلال عضلة القلب النشواني العائلي (FAC)، بما في ذلك V122I وV20I وP24S وA45T وGly47Val وGlu51Gly وI68L وGln92Lys وL111M. تحدث إحدى الطفرات الشائعة (V122I)، التي تعد استبدالاً للإيزولوسين بالفالين عند الموقع 122، بوتيرة مرتفعة لدى الأمريكيين الأفارقة بنسبة انتشار حوالى 3.5%.

## الظهور السريري
إن بداية ظهور اعتلال عضلة القلب النشواني العائلي (FAC) الناتج عن تجمع الطفرة V122I وظهور بروتين رابط الثيروكسين من النمط البري، وكذلك الداء النشواني الجهازي الشيخوخي الناتج عن التجمع الاستثنائي لبروتين رابط الثيروكسين من النمط البري عادةً ما تحدث بعد سن الستين. وعادة ما يكون أكثر من 40% من هؤلاء المرضى يعانون من متلازمة النفق الرسغي قبل الإصابة باعتلال عضلة القلب النشواني (ATTR-CM). وكثيرًا ما يتم التعرف على حدوث تلك الإصابة في القلب عند وجود مرض في جهاز التوصيل (ضعف العقدة الجيبية أو العقدة الأذينية البطينية) و/أو قصور القلب الاحتقاني بما في ذلك ضيق التنفس أو التورم المحيط أو الإغماء أو ضيق التنفس الجهدي أو الضعف العام أو إحصار القلب. للأسف، لا يمكن تمييز نتائج الموجات الصوتية للقلب من تلك التي تظهر في سلسلة الغلوبولين المناعي الخفيفة الابتدائية النشوانية، وتشمل جدران البطين السميكة (تضخم متحد المركز، سواء من اليمين أو اليسار) مع وجود تجويف في البطين الأيسر يتراوح نطاقه من طبيعي إلى صغير، فضلاً عن زيادة صورة موجات عضلة القلب حيث تكون نسبة الضخ طبيعية أو تقل بدرجة قليلة (وغالبًا ما يكون مصحوبًا بضعف انبساطي وخلل شديد في الانقباض على طول المحور الطولي) وتمدد الأذينين المصحوب بقصور في انقباض الأذينين. خلافًا للوضع في المرض النشواني، غالبًا ما يكون جهد تخطيط القلب الكهربي طبيعيًا، بالرغم من أنه يمكن رؤيته منخفضًا (على الرغم من زيادة سمك الجدار في الموجات الصوتية للقلب). ومن الأعراض الشائعة انحراف المحور بشكل ملحوظ وإحصار الحزمة المتفرعة وإحصار الأذين البطيني، فضلاً عن ظهور الرجفان الأذيني.

## إستراتيجيات علاجية
على الرغم من أنه لا يعتمد على تجربة سريرية تم إجراؤها على البشر، فإن الإستراتيجية العلاجية الوحيدة المقبولة المتاحة حاليًا لتعديل مرض اعتلال عضلة القلب النشواني هي زراعة القلب والكبد معًا. وتتوفر العلاجات التي تهدف إلى تخفيف حدة الأعراض، وتشمل مدرات البول وأجهزة تنظيم ضربات القلب وعلاج عدم انتظام ضربات القلب. ولهذا، غالبًا ما تكون أمراض الداء النشواني الجهازي الشيخوخي واعتلال الأعصاب المتعدد النشواني العائلي قابلة للعلاج. وفي الآونة الأخيرة، وافقت الوكالة الأوروبية للأدوية على العقار تافاميديز أو فاينداكيل  لإبطاء تقدم اعتلال الأعصاب المتعدد النشواني العائلي، وهو مرض ذو صلة يحدث نتيجة تجمع بروتين رابط الثيروكسين الذي ظهر لأول مرة كاعتلال العصب اللاإرادي و/أو الطرفي (الذي يتطور لاحقًا إلى اعتلال عضلة القلب). يعتقد البعض أن الفاينداكيل يمكن أن يكون مفيدًا في إبطاء تقدم اعتلال عضلة القلب النشواني العائلي، على الرغم من أن هذا لم يتضح بواسطة التجربة السريرية الخاضعة للمراقبة. وينبغي على المرضى مراجعة الموقع التالي لتبين ما إذا كان التجربة السريرية لاعتلال عضلة القلب بواسطة تافاميدز أو فينداكيل قد بدأت أم لا (http://www.clinicaltrials.gov/).